# Marco Mattiacci
Marco Mattiacci, né le 8 décembre 1970 à Rome, est un manageur italien. Directeur de la Scuderia Ferrari en 2014, il devient en 2016 le directeur de Faraday Future.
Il est depuis 2022 directeur commercial d'Aston Martin.

## Biographie
Né à Rome, Mattiacci étudie l'économie à l'Université La Sapienza. De 1989 à 1999, il travaille pour Jaguar Cars au Royaume-Uni puis, en 1999, rejoint Ferrari. Après avoir occupé plusieurs postes aux États-Unis, en Asie et en Europe, il devient en 2010 directeur général de Ferrari North America.
Le 14 avril 2014, Mattiaci est nommé par Luca di Montezemolo, directeur de la Scuderia Ferrari en remplacement de Stefano Domenicali démissionnaire. Il prend ses nouvelles fonctions dès le Grand Prix automobile de Chine 2014. Le 24 novembre 2014 après la dernière course de la saison à Abou Dabi, Marco Mattiacci quitte ses fonctions pour être remplacé par Maurizio Arrivabene. Il aura passé sept mois en tout à la tête de la gestion sportive de Ferrari.
En 2016, il devient directeur de la marque et directeur commercial de Faraday Future, firme automobile spécialisée dans les véhicules électriques. Il est à l'origine du rapprochement entre Faraday Future et Dragon Racing, pour le championnat de Formule E FIA, à partir de la saison 2016-2017.
Il est, depuis 2022, directeur commercial d'Aston Martin.